# Фторид нептуния(III)
Фторид нептуния(III) — бинарное неорганическое соединение,
соль нептуния и плавиковой кислоты 
с формулой NpF3,
красно-фиолетовые кристаллы.

## Получение
- Пропускание смеси водорода и фтористого водорода через нагретый оксид нептуния(IV)

{\displaystyle {\mathsf {2NpO_{2}+H_{2}+6HF\ {\xrightarrow {500^{o}C}}\ 2NpF_{3}+4H_{2}O}}}

## Физические свойства
Фторид нептуния(III) образует красно-фиолетовые кристаллы
гексагональной сингонии,
пространственная группа P 63/mmc,
параметры ячейки a = 0,5042 нм, c = 0,7288 нм, Z = 3
(есть данные о других параметрах ячейки:a = 0,7129 нм, c = 0,7288 нм, Z = 6 или a = 0,4108 нм, c = 0,7273 нм, Z = 2).